# Кришна, Рой
Ро́й Кри́шна (фидж. хинди и англ. Roy Krishna; 20 августа 1987, Сибериа, Макуата, Фиджи) — фиджийский футболист, нападающий индийского клуба «Одиша» и сборной Фиджи. Является рекордсменом национальной сборной по количеству проведённых матчей и по количеству голов, в 2022 году стал первым игроком в истории сборной, отыгравшим 50 матчей.

## Карьера

### Клубная
Рой Кришна начал свою карьеру в фиджийском клубе «Лабаса» из города Ламбаса.
В чемпионат Новой Зеландии перешёл в январе 2008 года, подписав контракт с новозеландским клубом «Уайтакере Юнайтед». В мае 2008 года проходил двухнедельную стажировку в футбольном клубе «Веллингтон Феникс» из города Веллингтон, выступающем в австралийской А-лиге.
В марте 2009 года вполне мог оказаться в нидерландском клубе «ПСВ», но руководство «Веллингтон Феникс» заявило, что футболист в данный момент не готов для поездки в Европу. Тем более, сам Кришна отказался от перехода в «ПСВ», так как не желает учить нидерландский язык, ожидая предложений от англоязычных стран. Нападающий предпочёл бы переехать в Англию, тем более, что его заметили скауты из «Лидс Юнайтед».
Участник клубного чемпионата мира 2008 года. 11 декабря Кришна, вместе с «Уайтакере Юнайтед», сыграл свой единственный матч в турнире, уступив клубу «Аделаида Юнайтед» из Австралии со счётом 1:2.
С 19-ю голами стал лучшим бомбардиром чемпионата Новой Зеландии 2012/13.

### Статистика
| Клуб                                             | Сезон            | Лига  | Лига | Кубок | Кубок | Континентальные | Континентальные | Клубный чемпионат мира | Клубный чемпионат мира | Итого | Итого |
| Клуб                                             | Сезон            | Матчи | Голы | Матчи | Голы  | Матчи           | Голы            | Матчи                  | Голы                   | Матчи | Голы  |
| ------------------------------------------------ | ---------------- | ----- | ---- | ----- | ----- | --------------- | --------------- | ---------------------- | ---------------------- | ----- | ----- |
| Уайтакере Юнайтед (Чемпионат Новой Зеландии)     | 2007/08          | 4     | 0    | —     | —     |                 |                 |                        |                        | 4     | 0     |
| Уайтакере Юнайтед (Чемпионат Новой Зеландии)     | 2008/09          | 14    | 11   | —     | —     | 3               | 3               | 1                      | 0                      | 18    | 14    |
| Уайтакере Юнайтед (Чемпионат Новой Зеландии)     | 2009/10          | 16    | 8    | —     | —     | 6               | 1               | —                      | —                      | 22    | 9     |
| Уайтакере Юнайтед (Чемпионат Новой Зеландии)     | 2010/11          | 11    | 6    | —     | —     | 4               | 2               | —                      | —                      | 15    | 8     |
| Уайтакере Юнайтед (Чемпионат Новой Зеландии)     | 2011/12          | 16    | 11   | —     | —     | 6               | 5               | —                      | —                      | 22    | 16    |
| Уайтакере Юнайтед (Чемпионат Новой Зеландии)     | 2012/13          | 14    | 19   | —     | —     | 8               | 6               | —                      | —                      | 22    | 25    |
| Уайтакере Юнайтед (Чемпионат Новой Зеландии)     | Итого            | 75    | 55   | 0     | 0     | 27              | 17              | 1                      | 0                      | 103   | 72    |
| Окленд Сити (Чемпионат Новой Зеландии)           | 2013/14          | 4     | 1    | —     | —     |                 |                 | 1                      | 1                      | 5     | 2     |
| Окленд Сити (Чемпионат Новой Зеландии)           | Итого            | 4     | 1    | 0     | 0     | 0               | 0               | 1                      | 1                      | 5     | 2     |
| Веллингтон Феникс (A-лига)                       | 2013/14          | 9     | 1    | —     | —     | —               | —               | —                      | —                      | 9     | 1     |
| Веллингтон Феникс (A-лига)                       | 2014/15          | 24    | 9    |       |       | —               | —               | —                      | —                      | 24    | 9     |
| Веллингтон Феникс (A-лига)                       | 2015/16          | 16    | 6    | 1     | 1     | —               | —               | —                      | —                      | 17    | 7     |
| Веллингтон Феникс (A-лига)                       | Итого            | 49    | 16   | 1     | 1     |                 |                 |                        |                        | 50    | 17    |
| Всего за карьеру                                 | Всего за карьеру | 128   | 72   | 1     | 1     | 27              | 17              | 2                      | 1                      | 158   | 91    |
| откорректировано по состоянию на 19 декабря 2015 |                  |       |      |       |       |                 |                 |                        |                        |       |       |

### В сборной
Рой Кришна дебютировал за сборную Фиджи 25 августа 2007 года в матче полинезийской группы Тихоокеанских игр 2007 против сборной Тувалу, который завершился со счётом 16:0, причём в дебютной для себя игре нападающий отметился хет-триком. Кришна участвовал почти во всех матчах (в 11 из 12) за сборную в отборочном цикле чемпионата мира 2010 года в зоне Океания, не выйдя на поле только в матче со сборной Таити (4:0), который прошёл 1 сентября 2007 года.

#### Матчи и голы за сборную
| Матчи и голы за сборную Фиджи | Матчи и голы за сборную Фиджи | Матчи и голы за сборную Фиджи | Матчи и голы за сборную Фиджи | Матчи и голы за сборную Фиджи | Матчи и голы за сборную Фиджи                 |
| №                             | Дата                          | Оппонент                      | Счёт                          | Голы                          | Соревнование                                  |
| ----------------------------- | ----------------------------- | ----------------------------- | ----------------------------- | ----------------------------- | --------------------------------------------- |
| 1                             | 25 августа 2007               | Тувалу                        | 16:0                          | 3                             | Матч полинез. группы Тихоокеанских игр 2007   |
| 2                             | 27 августа 2007               | Острова Кука                  | 4:0                           | -                             | Матч полинез. группы Тихоокеанских игр 2007   |
| 3                             | 3 сентября 2007               | Новая Каледония               | 1:1                           | -                             | Матч полинез. группы Тихоокеанских игр 2007   |
| 4                             | 5 сентября 2007               | Вануату                       | 3:0                           | 1                             | Полуфинал Тихоокеанских игр 2007              |
| 5                             | 7 сентября 2007               | Новая Каледония               | 0:1                           | -                             | Финал Тихоокеанских игр 2007                  |
| 6                             | 17 октября 2007               | Новая Зеландия                | 0:2                           | -                             | Матч кубка наций ОФК 2008                     |
| 7                             | 17 ноября 2007                | Новая Каледония               | 3:3                           | -                             | Матч кубка наций ОФК 2008                     |
| 8                             | 21 ноября 2007                | Новая Каледония               | 0:4                           | -                             | Матч кубка наций ОФК 2008                     |
| 9                             | 6 сентября 2008               | Вануату                       | 2:0                           | -                             | Матч кубка наций ОФК 2008                     |
| 10                            | 10 сентября 2008              | Вануату                       | 1:2                           | -                             | Матч кубка наций ОФК 2008                     |
| 11                            | 19 ноября 2008                | Новая Зеландия                | 2:0                           | 2                             | Матч кубка наций ОФК 2008                     |
| 12                            | 17 августа 2011               | Самоа                         | 3:0                           | 1                             | Товарищеский матч                             |
| 13                            | 18 августа 2011               | Самоа                         | 5:1                           | 3                             | Товарищеский матч                             |
| 14                            | 27 августа 2011               | Таити                         | 3:0                           | -                             | Матч группы B на Тихоокеанских играх 2011     |
| 15                            | 30 августа 2011               | Кирибати                      | 9:0                           | 3                             | Матч группы B на Тихоокеанских играх 2011     |
| 16                            | 3 сентября 2011               | Острова Кука                  | 4:1                           | 1                             | Матч группы B на Тихоокеанских играх 2011     |
| 17                            | 9 сентября 2011               | Таити                         | 1:2                           | -                             | Матч за 3-е место на Тихоокеанских играх 2011 |
| 18                            | 2 июня 2012                   | Новая Зеландия                | 0:1                           | -                             | Матч кубка наций ОФК 2012                     |
| 19                            | 4 июня 2012                   | Соломоновы Острова            | 0:0                           | -                             | Матч кубка наций ОФК 2012                     |
| 20                            | 6 июня 2012                   | Папуа — Новая Гвинея          | 1:1                           | -                             | Матч кубка наций ОФК 2012                     |
| 21                            | 10 ноября 2015                | Вануату                       | 1:2                           | 1                             | Товарищеский матч                             |
| 22                            | 28 мая 2016                   | Новая Зеландия                | 1:3                           | 1                             | Матч кубка наций ОФК 2016                     |
| 23                            | 31 мая 2016                   | Соломоновы Острова            | 1:0                           | 1                             | Матч кубка наций ОФК 2016                     |
| 24                            | 4 июня 2016                   | Вануату                       | 2:3                           | 1                             | Матч кубка наций ОФК 2016                     |
| 25                            | 27 июня 2016                  | Малайзия                      | 1:1                           | 1                             | Товарищеский матч                             |

Итого: 25 матчей / 19 голов; 11 побед, 5 ничьих, 9 поражений.
(откорректировано по состоянию на 27 июня 2016)

## Достижения
- Игрок года чемпионата Новой Зеландии: 2008/09[9]
- Лучший бомбардир чемпионата Новой Зеландии: 2012/13
- Обладатель золотой бутсы на чемпионате Океании по футболу U-20: 7 голов[10]